# 一フッ化臭素
一フッ化臭素（いちフッかしゅうそ、英: bromine monofluoride）は化学式BrFで表される、臭素とフッ素からなるハロゲン間化合物。臭素化試薬として使用される。

## 生成
臭素とフッ素を、10℃で反応させることにより得られる。

## 分解
3 BrF->BrF3+Br2